# Хамду Ельхуні
Хамду Мохамед Ельхуні (араб. حمدو محمد الهوني‎, нар. 12 лютого 1994, Триполі) — лівійський футболіст, фланговий півзахисник клубу «Есперанс» та національної збірної Лівії.

## Клубна кар'єра
У дорослому футболі дебютував 2013 року виступами за команду «Аль-Аглі» (Триполі), в якій провів два сезони і у сезоні 2013/14 став з командою чемпіоном Лівії.
Влітку 2015 року перейшов у португальську «Віторію», але до кінця року так і не зіграв жодного матчу за клуб із Сетубалу і на початку 2016 року перейшов у «Санта-Клару», що грала у другому дивізіоні країни. 
Влітку 2016 року став гравцем столичної «Бенфіки», втім за неї так і не грав, натомість грав на правах оренди за «Шавіш», а на початку 2018 року перейшов у «Авеш». З командою став володарем Кубка Португалії 2017/18, втім у фіналі на поле не виходив.
На початку 2019 року став гравцем туніського клубу «Есперанс». Того ж року виграв з командою чемпіонат Тунісу та Лігу чемпіонів КАФ, а в кінці року поїхав з нею на домашній Клубний чемпіонат світу, де «Есперанс» став п'ятим з семи команд, а лівієць відзначився хет-триком у грі за п'яте місце і разом із Багдадом Бунеджахом став найкращим бомбардиром турніру. Станом на 12 грудня 2019 року відіграв за команду зі столиці Тунісу 13 матчів в національному чемпіонаті.

## Виступи за збірні
2013 року дебютував у складі юнацької збірної Лівії (U-19).
18 травня 2014 року дебютував в офіційних матчах у складі національної збірної Лівії в матчі відбору на Кубок африканських націй 2015 року проти Руанди (0:0). Перший гол він забив 9 червня 2017 року в матчі відбору на Кубок африканських націй 2019 року проти Сейшельських островів (5:1).

## Титули і досягнення
- Чемпіон Лівії (1):

«Аль-Аглі» (Триполі): 2013–14
- Володар Кубка Португалії (1):

«Авеш»: 2017–2018
- Чемпіон Тунісу (1):

«Есперанс»: 2018–19
- Володар Ліги чемпіонів КАФ (1):

«Есперанс»: 2018–19